# Lee Ju-ah
Lee Ju-ah (Ilsandong-gu, 21 de agosto de 2000) es una jugadora de voleibol de Corea del Sur, integrante de la Selección femenina de voleibol de Corea del Sur. Lee fue incluida al team roster de mayores durante el Campeonato Mundial de Voleibol Femenino de 2018, siendo una de las mejores servidoras del equipo, siendo la séptima mejor servidora en la competencia Liga de Naciones de Voleibol Femenino de 2019 con 15 puntos de servicio.

## Educación y carrera
Lee fue educada durante la primaria en Banpo Elementary School, durante la secundaria en Wonil Middle School, y su estudio superior en Wongok High School.
Ju-ah fue incluida en el team roster de Incheon Heungkuk Life Insurance Pink Spiders en la temporada de 2018-19, demostrando gran "fuerza motriz", siendo rápida en su ataque y bloqueo. 

## Premios
- V-League Temporada 2018-19 - Mejor novato, con Incheon Heungkuk Life Insurance Pink Spiders.